# Гркопоље
Гркопоље (мкд. Грко Поле) је насеље у Северној Македонији, у западном делу државе. Гркопоље припада општини Дебарца.

## Географија
Насеље Гркопоље је смештено у западном делу Северне Македоније. Од најближег града, Охрида, насеље је удаљено 30 km северно.
Гркопоље се налази у историјској области Дебарца, која обухвата слив реке Сатеске и са изразитим планинским обележјем. Насеље је смештено у средишњем, долинском делу области. Јужно од насеља издиже се планина Мазатар, а источно Плакенска планина. Западно од насеља протиче речица Сатеска. Надморска висина насеља је приближно 800 метара.
Клима у насељу је планинска.

## Становништво
Гркопоље је према последњем попису из 2002. године имало 30 становника. 
Већину становништва чине етнички Македонци (100%).
Већинска вероисповест је православље.